# ABN AMRO Open 2024
ABN AMRO Open 2024 — тенісний турнір, що проходив на кортах з твердим покриттям у місті Роттердам (Нідерланди) з 12 по 18 лютого. Належав до категорії ATP 500, був турніром серії Rotterdam Open 2024 року.

## Фінальна частина

### Одиночний розряд
Яннік Сіннер —  Алекс де Мінор 7–5, 6–4

### Парний розряд
Веслі Колгоф /  Нікола Мектич —  Робін Гаасе /  Ботік ван де Зандсгулп 6–3, 7–5